# Jeordie Schekeryk
Jeordie Schekeryk (Red Bank, New Jersey, 27 maart 1975) is een Amerikaanse folkzangeres. Ze is de dochter van Melanie Safka.
Ze vormde een tijdlang een folkband samen met haar oudere zus Leilah. Later voegde haar jongere broer Beau-Jarred zich bij de groep.
Tegenwoordig woont ze in Scottsdale, in Arizona.